# La villa del venerdì
La villa del venerdì (br Vingança em Nome do Amor; pt Pecados de uma Mulher Casada II) é um filme italiano de drama erótico, romance e suspense, dirigido por Mauro Bolognini e lançado em 1991. É o último filme dirigido por Bolognini.